# Lydia Taft
Lydia Taft, född 1712, död 1778, var en amerikansk godsägare. Hon är känd som den första kvinna som använde sin rösträtt 1756. 
Hon var gift med jordägaren Josiah Taft i Uxbridge i Massachusetts. När hon blev änka år 1756 blev hon kolonins största jordägare. Som sådan var hon enligt den könsneutrala röstlagen berättigad att rösta. Hon använde sin röst under ett town meeting 30 oktober 1756. Röstlagen ändrades sedan för att uttryckligen definiera rösträtten som endast tillgänglig för män. 